# Lista över matchresultat i Elitserien i ishockey 2003/2004
Lista över matchresultat i grundserien av Elitserien i ishockey 2003/2004. Ligan inleddes den 24 september 2003 och avslutades 26 februari 2004.
| Nr | Lag                     | S  | V  | O  | F  | ÖV | ÖF | GM  | IM  | MS  | P  |
| -- | ----------------------- | -- | -- | -- | -- | -- | -- | --- | --- | --- | -- |
| 1  | HV71                    | 50 | 27 | 8  | 15 | 6  | 2  | 162 | 116 | +46 | 95 |
| 2  | Färjestads BK           | 50 | 24 | 12 | 14 | 6  | 6  | 161 | 129 | +32 | 90 |
| 3  | Västra Frölunda HC (RM) | 50 | 24 | 10 | 16 | 7  | 3  | 160 | 116 | +44 | 89 |
| 4  | Linköpings HC           | 50 | 25 | 8  | 17 | 3  | 5  | 141 | 105 | +36 | 86 |
| 5  | Djurgårdens IF          | 50 | 23 | 11 | 16 | 6  | 5  | 145 | 125 | +20 | 86 |
| 6  | Timrå IK                | 50 | 21 | 9  | 20 | 2  | 7  | 117 | 124 | −7  | 74 |
| 7  | Luleå HF                | 50 | 19 | 8  | 23 | 5  | 3  | 119 | 132 | −13 | 70 |
| 8  | Modo                    | 50 | 16 | 13 | 21 | 7  | 6  | 113 | 141 | −28 | 68 |
| 9  | Södertälje SK           | 50 | 18 | 8  | 24 | 2  | 6  | 132 | 161 | −29 | 64 |
| 10 | Brynäs IF               | 50 | 18 | 5  | 27 | 2  | 3  | 121 | 151 | −30 | 61 |
| 11 | MIF Redhawks            | 50 | 16 | 7  | 27 | 6  | 1  | 112 | 151 | −39 | 61 |
| 12 | Leksands IF             | 50 | 11 | 17 | 22 | 6  | 11 | 129 | 161 | −32 | 56 |

Tabelldata är hämtade från Svenska Ishockeyförbundet.

## Matcher
| Denna tabell: visa • redigera |

| Datum Match Resultat Publik Spelplan Omgång 1 - 24 september 2003 Djurgårdens IF-Linköpings HC 0-4 (0-0, 0-1, 0-3) 7148 Globen - 25 september 2003 MIF Redhawks-Färjestads BK 3-4 (2-1, 1-2, 0-1) 4926 Malmö Isstadion - 25 september 2003 Södertälje SK-Modo Hockey 4-1 (2-0, 2-1, 0-0) 5106 Scaniarinken - 25 september 2003 HV 71-Brynäs IF 2-0 (1-0, 0-0, 1-0) 6236 Kinnarps Arena - 25 september 2003 Leksands IF-Timrå IK 2-5 (1-2, 0-2, 1-1) 5602 Leksands Isstadion - 25 september 2003 Västra Frölunda HC-Luleå HF 6-2 (2-0, 2-1, 2-1) 11232 Scandinavium Omgång 2 - 27 september 2003 Luleå HF-Timrå IK 2-1 (0-1, 1-0, 1-0) 4786 COOP Arena - 27 september 2003 Leksands IF-HV 71 1-5 (1-1, 0-2, 0-2) 5410 Leksands Isstadion - 27 september 2003 Brynäs IF-Djurgårdens IF 3-1 (2-0, 0-1, 1-0) 4816 Gavlerinken - 27 september 2003 Linköpings HC-Södertälje SK 5-4 (1-1, 1-2, 2-1, 1-0) 4313 Stångebro Ishall - 27 september 2003 MIF Redhawks-Västra Frölunda HC 3-2 (0-0, 2-1, 1-1) 4022 Malmö Isstadion - 27 september 2003 Modo Hockey-Färjestads BK 0-6 (0-0, 0-5, 0-1) 4780 Kempehallen Omgång 3 - 30 september 2003 Färjestads BK-Linköpings HC 5-1 (1-0, 2-1, 2-0) 7067 Löfbergs Lila Arena - 30 september 2003 Södertälje SK-Brynäs IF 4-5 (2-3, 1-2, 1-0) 4727 Scaniarinken - 30 september 2003 Djurgårdens IF-Leksands IF 3-4 (0-0, 1-2, 2-1, 0-0, 0-1) 7220 Globen - 30 september 2003 HV 71-Luleå HF 3-0 (0-0, 1-0, 2-0) 5668 Kinnarps Arena - 30 september 2003 Timrå IK-Västra Frölunda HC 4-3 (2-1, 1-0, 1-2) 6102 Sydkraft Arena - 30 september 2003 Modo Hockey-MIF Redhawks 2-0 (1-0, 1-0, 0-0) 3964 Kempehallen Omgång 4 - 2 oktober 2003 Västra Frölunda HC-HV 71 5-3 (1-1, 2-2, 2-0) 10111 Scandinavium - 2 oktober 2003 Luleå HF-Djurgårdens IF 3-1 (0-0, 2-0, 1-1) 4624 COOP Arena - 2 oktober 2003 Leksands IF-Södertälje SK 4-3 (2-0, 0-0, 1-3, 0-0, 1-0) 4417 Leksands Isstadion - 2 oktober 2003 Brynäs IF-Färjestads BK 4-3 (3-0, 1-0, 0-3) 4594 Gavlerinken - 2 oktober 2003 MIF Redhawks-Timrå IK 1-3 (0-0, 1-1, 0-2) 3756 Malmö Isstadion - 2 oktober 2003 Linköpings HC-Modo Hockey 1-2 (0-1, 0-1, 1-0) 4128 Stångebro Ishall Omgång 5 - 4 oktober 2003 Färjestads BK-Leksands IF 3-2 (1-1, 0-0, 2-1) 8050 Löfbergs Lila Arena - 4 oktober 2003 Södertälje SK-Luleå HF 3-1 (1-0, 1-1, 1-0) 3992 Scaniarinken - 4 oktober 2003 Djurgårdens IF-Västra Frölunda HC 5-0 (1-0, 2-0, 2-0) 4637 Globen - 4 oktober 2003 HV 71-Timrå IK 4-2 (1-0, 3-0, 0-2) 6055 Kinnarps Arena - 4 oktober 2003 Linköpings HC-MIF Redhawks 2-3 (0-0, 2-2, 0-1) 3903 Stångebro Ishall - 4 oktober 2003 Modo Hockey-Brynäs IF 4-1 (2-1, 2-0, 0-0) 4723 Kempehallen Omgång 6 - 7 oktober 2003 Timrå IK-Djurgårdens IF 2-4 (2-1, 0-0, 0-3) 5271 Sydkraft Arena - 7 oktober 2003 Västra Frölunda HC-Södertälje SK 4-1 (2-0, 1-0, 1-1) 7672 Scandinavium - 7 oktober 2003 Luleå HF-Färjestads BK 1-2 (0-1, 1-1, 0-0) 4408 COOP Arena - 7 oktober 2003 Leksands IF-Modo Hockey 1-2 (1-1, 0-0, 0-0, 0-1) 4886 Leksands Isstadion - 7 oktober 2003 Brynäs IF-Linköpings HC 2-7 (1-4, 1-2, 0-1) 3772 Gavlerinken - 7 oktober 2003 MIF Redhawks-HV 71 0-3 (0-1, 0-0, 0-2) 4185 Malmö Isstadion Omgång 7 - 9 oktober 2003 Färjestads BK-Västra Frölunda HC 5-4 (1-1, 1-2, 2-1, 1-0) 8050 Löfbergs Lila Arena - 9 oktober 2003 Södertälje SK-Timrå IK 2-3 (0-0, 1-2, 1-0, 0-1) 3536 Scaniarinken - 9 oktober 2003 Djurgårdens IF-HV 71 4-1 (1-0, 1-1, 2-0) 6220 Globen - 9 oktober 2003 MIF Redhawks-Brynäs IF 3-5 (1-1, 1-3, 1-1) 3807 Malmö Isstadion - 9 oktober 2003 Modo Hockey-Luleå HF 2-3 (2-2, 0-0, 0-0, 0-0, 0-1) 4465 Kempehallen - 9 oktober 2003 Linköpings HC-Leksands IF 3-2 (2-0, 0-1, 1-1) 4600 Stångebro Ishall Omgång 8 - 11 oktober 2003 HV 71-Södertälje SK 5-1 (1-1, 2-0, 2-0) 6086 Kinnarps Arena - 11 oktober 2003 Timrå IK-Färjestads BK 2-4 (0-1, 0-2, 2-1) 5319 Sydkraft Arena - 11 oktober 2003 Västra Frölunda HC-Modo Hockey 4-2 (2-2, 0-0, 2-0) 10243 Scandinavium - 11 oktober 2003 Leksands IF-Brynäs IF 6-2 (1-0, 3-1, 2-1) 5767 Leksands Isstadion - 12 oktober 2003 Luleå HF-Linköpings HC 4-3 (0-0, 2-1, 2-2) 4113 COOP Arena - 12 oktober 2003 MIF Redhawks-Djurgårdens IF 4-2 (2-0, 0-2, 2-0) 3756 Malmö Isstadion Omgång 9 - 14 oktober 2003 Färjestads BK-Södertälje SK 6-3 (1-0, 2-2, 3-1) 7390 Löfbergs Lila Arena - 14 oktober 2003 Luleå HF-MIF Redhawks 4-1 (1-0, 0-1, 3-0) 4016 COOP Arena - 14 oktober 2003 Västra Frölunda HC-Leksands IF 5-4 (0-2, 0-2, 4-0, 0-0, 1-0) 10873 Scandinavium - 14 oktober 2003 Brynäs IF-Timrå IK 0-3 (0-0, 0-1, 0-2) 3538 Gavlerinken - 14 oktober 2003 Linköpings HC-HV 71 2-5 (1-1, 1-1, 0-3) 4236 Stångebro Ishall - 14 oktober 2003 Djurgårdens IF-Modo Hockey 5-0 (2-0, 2-0, 1-0) 6034 Globen Omgång 10 - 16 oktober 2003 HV 71-Färjestads BK 1-5 (0-3, 1-0, 0-2) 6236 Kinnarps Arena - 16 oktober 2003 Södertälje SK-Djurgårdens IF 2-4 (1-2, 1-0, 0-2) 4060 Scaniarinken - 16 oktober 2003 Leksands IF-MIF Redhawks 4-2 (0-1, 2-0, 2-1) 4622 Leksands Isstadion - 16 oktober 2003 Brynäs IF-Luleå HF 1-0 (0-0, 1-0, 0-0) 3572 Gavlerinken - 16 oktober 2003 Linköpings HC-Västra Frölunda HC 1-2 (1-1, 0-0, 0-0, 0-0, 0-1) 4023 Stångebro Ishall - 16 oktober 2003 Modo Hockey-Timrå IK 5-3 (1-2, 2-0, 2-1) 4362 Kempehallen Omgång 11 - 18 oktober 2003 HV 71-Modo Hockey 3-2 (0-1, 2-0, 0-1, 0-0, 1-0) 6236 Kinnarps Arena - 18 oktober 2003 Timrå IK-Linköpings HC 3-1 (1-0, 0-1, 2-0) 4533 Sydkraft Arena - 18 oktober 2003 Västra Frölunda HC-Brynäs IF 6-2 (1-1, 1-0, 4-1) 11814 Scandinavium - 18 oktober 2003 Luleå HF-Leksands IF 0-5 (0-1, 0-2, 0-2) 4641 COOP Arena - 18 oktober 2003 MIF Redhawks-Södertälje SK 4-2 (0-0, 2-2, 2-0) 3402 Malmö Isstadion - 28 oktober 2003 Djurgårdens IF-Färjestads BK 3-2 (0-0, 2-1, 0-1, 0-0, 1-0) 7890 Hovet, Johanneshov Omgång 12 - 21 oktober 2003 Luleå HF-Modo Hockey 6-1 (3-0, 1-0, 2-1) 4284 COOP Arena - 21 oktober 2003 Timrå IK-Brynäs IF 2-5 (0-2, 1-1, 1-2) 5133 Sydkraft Arena - 21 oktober 2003 Linköpings HC-HV 71 1-3 (0-1, 0-1, 1-1) 4046 Stångebro Ishall - 21 oktober 2003 MIF Redhawks-Västra Frölunda HC 5-4 (1-2, 1-2, 2-0, 0-0, 1-0) 3852 Malmö Isstadion - 21 oktober 2003 Södertälje SK-Djurgårdens IF 0-3 (0-2, 0-1, 0-0) 3559 Scaniarinken - 21 oktober 2003 Färjestads BK-Leksands IF 5-4 (1-0, 3-2, 1-2) 7660 Löfbergs Lila Arena Omgång 13 - 23 oktober 2003 Modo Hockey-Timrå IK 0-2 (0-1, 0-0, 0-1) 4605 Kempehallen - 23 oktober 2003 Brynäs IF-Luleå HF 4-1 (0-0, 2-0, 2-1) 4458 Gavlerinken - 23 oktober 2003 HV 71-Västra Frölunda HC 2-1 (1-1, 1-0, 0-0) 6236 Kinnarps Arena - 23 oktober 2003 Leksands IF-Djurgårdens IF 1-3 (0-1, 0-0, 1-2) 5534 Leksands Isstadion - 23 oktober 2003 Färjestads BK-Södertälje SK 4-1 (0-1, 4-0, 0-0) 7413 Löfbergs Lila Arena - 23 oktober 2003 MIF Redhawks-Linköpings HC 1-4 (0-1, 0-1, 1-2) 3501 Malmö Isstadion Omgång 14 - 25 oktober 2003 Modo Hockey-Södertälje SK 2-1 (1-0, 0-0, 1-1) 4290 Kempehallen - 25 oktober 2003 Linköpings HC-Djurgårdens IF 3-0 (1-0, 1-0, 1-0) 4156 Stångebro Ishall - 25 oktober 2003 Brynäs IF-HV 71 2-1 (0-0, 1-1, 1-0) 4828 Gavlerinken - 25 oktober 2003 Timrå IK-Leksands IF 2-6 (0-1, 0-4, 2-1) 5279 Sydkraft Arena - 27 oktober 2003 MIF Redhawks-Färjestads BK 1-3 (0-0, 0-1, 1-2) 5441 Malmö Isstadion - 27 oktober 2003 Luleå HF-Västra Frölunda HC 2-3 (2-1, 0-0, 0-1, 0-0, 0-1) 4788 COOP Arena Omgång 15 - 30 oktober 2003 Timrå IK-Luleå HF 2-3 (1-2, 0-0, 1-1) 5191 Sydkraft Arena - 30 oktober 2003 HV 71-Leksands IF 5-3 (2-2, 2-1, 1-0) 6236 Kinnarps Arena - 30 oktober 2003 Djurgårdens IF-Brynäs IF 5-3 (1-0, 3-1, 1-2) 7820 Hovet, Johanneshov - 30 oktober 2003 Södertälje SK-Linköpings HC 2-1 (0-0, 1-1, 1-0) 3181 Scaniarinken - 30 oktober 2003 Färjestads BK-Modo Hockey 5-3 (2-1, 3-0, 0-2) 8150 Löfbergs Lila Arena - 30 oktober 2003 Västra Frölunda HC-MIF Redhawks 4-0 (2-0, 0-0, 2-0) 12008 Scandinavium Omgång 16 - 1 november 2003 Färjestads BK-Linköpings HC 1-5 (1-1, 0-2, 0-2) 8050 Löfbergs Lila Arena - 1 november 2003 Luleå HF-HV 71 0-3 (0-0, 0-0, 0-3) 4603 COOP Arena - 1 november 2003 Västra Frölunda HC-Timrå IK 6-1 (3-0, 1-1, 2-0) 10173 Scandinavium - 1 november 2003 MIF Redhawks-Modo Hockey 4-2 (1-2, 1-0, 2-0) 4236 Malmö Isstadion - 2 november 2003 Brynäs IF-Södertälje SK 3-0 (0-0, 0-0, 3-0) 4887 Gavlerinken - 2 november 2003 Leksands IF-Djurgårdens IF 8-3 (3-0, 4-1, 1-2) 6059 Leksands Isstadion Omgång 17 - 13 november 2003 HV 71-Västra Frölunda HC 5-7 (0-1, 1-2, 4-4) 6236 Kinnarps Arena - 13 november 2003 Djurgårdens IF-Luleå HF 3-2 (2-0, 1-2, 0-0) 6290 Globen - 13 november 2003 Södertälje SK-Leksands IF 2-1 (0-0, 1-1, 0-0, 0-0, 1-0) 5483 Scaniarinken - 13 november 2003 Färjestads BK-Brynäs IF 3-2 (3-0, 0-1, 0-1) 7825 Löfbergs Lila Arena - 13 november 2003 Modo Hockey-Linköpings HC 4-1 (1-0, 1-1, 2-0) 4143 Kempehallen - 13 november 2003 Timrå IK-MIF Redhawks 4-2 (1-0, 0-0, 3-2) 4461 Sydkraft Arena Omgång 18 - 15 november 2003 Luleå HF-Södertälje SK 6-2 (0-0, 3-0, 3-2) 4765 COOP Arena - 15 november 2003 Timrå IK-HV 71 3-2 (1-1, 2-1, 0-0) 5103 Sydkraft Arena - 15 november 2003 Linköpings HC-MIF Redhawks 4-3 (3-0, 1-1, 0-2) 4336 Stångebro Ishall - 15 november 2003 Brynäs IF-Modo Hockey 4-5 (3-3, 1-1, 0-0, 0-1) 5834 Gavlerinken - 16 november 2003 Leksands IF-Färjestads BK 0-5 (0-2, 0-2, 0-1) 5660 Leksands Isstadion - 16 november 2003 Västra Frölunda HC-Djurgårdens IF 3-2 (0-0, 2-1, 0-1, 0-0, 1-0) 12044 Scandinavium Omgång 19 - 18 november 2003 Djurgårdens IF-Timrå IK 4-3 (2-0, 1-2, 0-1, 0-0, 1-0) 5884 Globen - 18 november 2003 Södertälje SK-Västra Frölunda HC 3-2 (1-0, 2-0, 0-2) 3426 Scaniarinken - 18 november 2003 Färjestads BK-Luleå HF 3-1 (1-0, 1-1, 1-0) 7548 Löfbergs Lila Arena - 18 november 2003 Modo Hockey-Leksands IF 2-4 (1-2, 1-2, 0-0) 4283 Kempehallen - 18 november 2003 Linköpings HC-Brynäs IF 5-2 (1-2, 3-0, 1-0) 4600 Stångebro Ishall - 18 november 2003 HV 71-MIF Redhawks 0-2 (0-0, 0-1, 0-1) 5849 Kinnarps Arena Omgång 20 - 11 november 2003 Luleå HF-Modo Hockey 6-4 (2-3, 3-0, 1-1) 4553 COOP Arena - 19 november 2003 Västra Frölunda HC-Färjestads BK 4-1 (1-1, 0-0, 3-0) 12044 Scandinavium - 20 november 2003 Timrå IK-Södertälje SK 5-0 (2-0, 1-0, 2-0) 4418 Sydkraft Arena - 20 november 2003 HV 71-Djurgårdens IF 3-4 (0-2, 2-0, 1-1, 0-0, 0-1) 6236 Kinnarps Arena - 20 november 2003 MIF Redhawks-Brynäs IF 2-3 (1-2, 0-1, 1-0) 4638 Malmö Isstadion - 20 november 2003 Leksands IF-Linköpings HC 0-4 (0-0, 0-3, 0-1) 4505 Leksands Isstadion Omgång 21 - 22 november 2003 Södertälje SK-HV 71 5-2 (0-0, 3-1, 2-1) 4682 Scaniarinken - 22 november 2003 Färjestads BK-Timrå IK 4-1 (1-1, 0-0, 3-0) 8050 Löfbergs Lila Arena - 22 november 2003 Modo Hockey-Västra Frölunda HC 2-1 (1-0, 1-1, 0-0) 4413 Kempehallen - 22 november 2003 Brynäs IF-Leksands IF 3-1 (0-0, 0-0, 3-1) 6137 Gavlerinken - 22 november 2003 Djurgårdens IF-MIF Redhawks 5-0 (2-0, 2-0, 1-0) 11325 Globen - 23 november 2003 Linköpings HC-Luleå HF 3-2 (1-0, 1-2, 1-0) 4600 Stångebro Ishall Omgång 22 - 25 november 2003 Södertälje SK-Färjestads BK 1-5 (1-0, 0-3, 0-2) 4899 Scaniarinken - 25 november 2003 MIF Redhawks-Luleå HF 6-5 (1-0, 2-3, 2-2, 0-0, 1-0) 3814 Malmö Isstadion - 25 november 2003 Leksands IF-Västra Frölunda HC 4-5 (1-2, 2-1, 1-1, 0-0, 0-1) 4300 Leksands Isstadion - 25 november 2003 Brynäs IF-Timrå IK 0-4 (0-0, 0-1, 0-3) 4203 Gavlerinken - 25 november 2003 HV 71-Linköpings HC 4-0 (1-0, 1-0, 2-0) 5939 Kinnarps Arena - 25 november 2003 Modo Hockey-Djurgårdens IF 2-1 (1-0, 1-1, 0-0) 4023 Kempehallen Omgång 23 - 27 november 2003 Färjestads BK-HV 71 2-4 (1-0, 1-1, 0-3) 8024 Löfbergs Lila Arena - 27 november 2003 Djurgårdens IF-Södertälje SK 3-1 (1-0, 1-0, 1-1) 5493 Hovet, Johanneshov - 27 november 2003 MIF Redhawks-Leksands IF 3-2 (0-0, 2-2, 0-0, 0-0, 1-0) 4352 Malmö Isstadion - 27 november 2003 Luleå HF-Brynäs IF 1-0 (1-0, 0-0, 0-0) 4502 COOP Arena - 27 november 2003 Västra Frölunda HC-Linköpings HC 2-4 (0-2, 1-1, 1-1) 9563 Scandinavium - 27 november 2003 Timrå IK-Modo Hockey 3-0 (0-0, 1-0, 2-0) 5986 Sydkraft Arena Omgång 24 - 29 november 2003 Färjestads BK-Djurgårdens IF 1-2 (0-0, 1-0, 0-1, 0-0, 0-1) 8050 Löfbergs Lila Arena - 29 november 2003 Brynäs IF-Västra Frölunda HC 1-2 (0-0, 1-0, 0-2) 4621 Gavlerinken - 29 november 2003 Leksands IF-Luleå HF 3-4 (1-0, 1-1, 1-3) 4686 Leksands Isstadion - 29 november 2003 Södertälje SK-MIF Redhawks 1-4 (1-2, 0-0, 0-2) 3542 Scaniarinken - 30 november 2003 Modo Hockey-HV 71 1-2 (1-1, 0-0, 0-0, 0-1) 3731 Kempehallen - 30 november 2003 Linköpings HC-Timrå IK 2-1 (2-0, 0-0, 0-1) 4086 Stångebro Ishall Omgång 25 - 2 december 2003 Modo Hockey-Brynäs IF 2-3 (0-1, 1-1, 1-0, 0-0, 0-1) 3931 Kempehallen - 2 december 2003 Timrå IK-Luleå HF 4-1 (2-0, 1-0, 1-1) 4873 Sydkraft Arena - 2 december 2003 Västra Frölunda HC-Linköpings HC 0-3 (0-0, 0-2, 0-1) 8569 Scandinavium - 2 december 2003 MIF Redhawks-HV 71 4-3 (2-2, 1-1, 1-0) 4505 Malmö Isstadion - 2 december 2003 Djurgårdens IF-Södertälje SK 4-5 (1-2, 2-2, 1-1) 4095 Hovet, Johanneshov - 2 december 2003 Leksands IF-Färjestads BK 4-3 (2-1, 0-1, 1-1, 1-0) 4114 Leksands Isstadion | Omgång 26 - 4 december 2003 Modo Hockey-Luleå HF 5-1 (3-0, 1-0, 1-1) 3904 Kempehallen - 4 december 2003 Brynäs IF-Timrå IK 2-4 (0-1, 0-1, 2-2) 3524 Gavlerinken - 4 december 2003 HV 71-Linköpings HC 3-1 (1-0, 2-0, 0-1) 5953 Kinnarps Arena - 4 december 2003 Västra Frölunda HC-MIF Redhawks 4-1 (0-0, 2-0, 2-1) 9272 Scandinavium - 4 december 2003 Färjestads BK-Djurgårdens IF 2-3 (0-1, 1-1, 1-0, 0-1) 8050 Löfbergs Lila Arena - 4 december 2003 Södertälje SK-Leksands IF 6-3 (2-0, 1-1, 3-2) 4256 Scaniarinken Omgång 27 - 6 december 2003 Leksands IF-Brynäs IF 1-3 (0-2, 1-1, 0-0) 5691 Leksands Isstadion - 6 december 2003 Västra Frölunda HC-Södertälje SK 3-0 (0-0, 1-0, 2-0) 11024 Scandinavium - 6 december 2003 Färjestads BK-MIF Redhawks 7-1 (2-0, 2-1, 3-0) 7993 Löfbergs Lila Arena - 7 december 2003 Luleå HF-Linköpings HC 1-0 (0-0, 1-0, 0-0) 4377 COOP Arena - 7 december 2003 Timrå IK-Modo Hockey 2-3 (0-0, 1-1, 1-1, 0-1) 5800 Sydkraft Arena - 7 december 2003 HV 71-Djurgårdens IF 7-1 (4-0, 2-0, 1-1) 6236 Kinnarps Arena Omgång 28 - 9 december 2003 Färjestads BK-Västra Frölunda HC 4-2 (2-1, 0-0, 2-1) 8050 Löfbergs Lila Arena - 9 december 2003 Södertälje SK-HV 71 3-2 (1-0, 2-2, 0-0) 3167 Scaniarinken - 9 december 2003 Djurgårdens IF-Timrå IK 1-2 (0-0, 0-1, 1-1) 6359 Globen - 9 december 2003 Modo Hockey-Leksands IF 2-1 (0-1, 0-0, 1-0, 1-0) 3951 Kempehallen - 9 december 2003 Brynäs IF-Luleå HF 2-1 (0-0, 1-0, 1-1) 3340 Gavlerinken - 9 december 2003 Linköpings HC-MIF Redhawks 3-1 (0-0, 0-0, 3-1) 3883 Stångebro Ishall Omgång 29 - 11 december 2003 Luleå HF-Modo Hockey 3-1 (2-0, 1-0, 0-1) 4409 COOP Arena - 11 december 2003 Leksands IF-Djurgårdens IF 4-1 (0-0, 2-0, 2-1) 4248 Leksands Isstadion - 11 december 2003 Timrå IK-Södertälje SK 5-6 (2-1, 2-4, 1-1) 4574 Sydkraft Arena - 11 december 2003 HV 71-Färjestads BK 3-2 (0-1, 1-0, 1-1, 0-0, 1-0) 6236 Kinnarps Arena - 11 december 2003 Västra Frölunda HC-MIF Redhawks 0-1 (0-0, 0-0, 0-1) 8761 Scandinavium - 11 december 2003 Brynäs IF-Linköpings HC 3-2 (2-0, 0-0, 0-2, 0-0, 1-0) 3512 Gavlerinken Omgång 30 - 11 november 2003 MIF Redhawks-HV 71 2-4 (1-2, 0-1, 1-1) 4350 Malmö Isstadion - 13 december 2003 Färjestads BK-Timrå IK 3-2 (1-0, 0-2, 1-0, 1-0) 7923 Löfbergs Lila Arena - 13 december 2003 Djurgårdens IF-Luleå HF 5-1 (1-0, 1-1, 3-0) 3595 Hovet - 13 december 2003 Modo Hockey-Brynäs IF 2-0 (0-0, 0-0, 2-0) 4076 Kempehallen - 14 december 2003 Södertälje SK-Leksands IF 1-3 (1-2, 0-1, 0-0) 5669 Scaniarinken - 14 december 2003 Linköpings HC-Västra Frölunda HC 4-3 (1-0, 0-0, 3-3) 4146 Stångebro Ishall Omgång 31 - 11 november 2003 Västra Frölunda HC-Brynäs IF 4-0 (1-0, 0-0, 3-0) 12044 Scandinavium - 26 december 2003 Luleå HF-HV 71 0-5 (0-3, 0-0, 0-2) 5220 COOP Arena - 26 december 2003 Leksands IF-Timrå IK 3-2 (1-0, 0-0, 1-2, 0-0, 1-0) 6276 Leksands Isstadion - 26 december 2003 Södertälje SK-Linköpings HC 5-6 (2-2, 0-2, 3-1, 0-1) 5090 Scaniarinken - 26 december 2003 Djurgårdens IF-Färjestads BK 3-2 (1-0, 0-1, 2-1) 8728 Globen - 26 december 2003 Modo Hockey-MIF Redhawks 0-2 (0-0, 0-2, 0-0) 5200 Kempehallen Omgång 32 - 28 december 2003 Västra Frölunda HC-Timrå IK 4-0 (0-0, 3-0, 1-0) 12044 Scandinavium - 28 december 2003 Färjestads BK-Luleå HF 4-2 (2-0, 0-1, 2-1) 8050 Löfbergs Lila Arena - 28 december 2003 Brynäs IF-Södertälje SK 3-4 (1-1, 1-2, 1-1) 5880 Gavlerinken - 28 december 2003 Djurgårdens IF-Modo Hockey 5-3 (2-2, 2-1, 1-0) 9314 Globen - 28 december 2003 HV 71-Linköpings HC 2-5 (2-2, 0-1, 0-2) 6236 Kinnarps Arena - 4 januari 2004 MIF Redhawks-Leksands IF 3-2 (0-0, 1-1, 1-1, 1-0) 5591 Malmö Isstadion Omgång 33 - 30 december 2003 Luleå HF-MIF Redhawks 5-0 (0-0, 2-0, 3-0) 4581 COOP Arena - 30 december 2003 Leksands IF-Västra Frölunda HC 2-3 (1-1, 1-0, 0-1, 0-0, 0-1) 6285 Leksands Isstadion - 30 december 2003 Timrå IK-HV 71 1-2 (0-2, 1-0, 0-0) 5800 Sydkraft Arena - 30 december 2003 Linköpings HC-Djurgårdens IF 2-5 (0-2, 1-1, 1-2) 4600 Stångebro Ishall - 30 december 2003 Modo Hockey-Södertälje SK 3-5 (0-2, 2-2, 1-1) 4478 Kempehallen - 30 december 2003 Färjestads BK-Brynäs IF 3-2 (1-1, 1-1, 0-0, 1-0) 8050 Löfbergs Lila Arena Omgång 34 - 6 januari 2004 HV 71-Leksands IF 3-4 (0-1, 1-2, 2-1) 6236 Kinnarps Arena - 6 januari 2004 Västra Frölunda HC-Luleå HF 5-2 (1-0, 2-2, 2-0) 11510 Scandinavium - 6 januari 2004 Brynäs IF-MIF Redhawks 3-0 (1-0, 2-0, 0-0) 4746 Gavlerinken - 6 januari 2004 Färjestads BK-Modo Hockey 2-3 (2-0, 0-2, 0-1) 7929 Löfbergs Lila Arena - 6 januari 2004 Södertälje SK-Djurgårdens IF 1-2 (0-1, 1-1, 0-0) 6510 Scaniarinken - 6 januari 2004 Linköpings HC-Timrå IK 4-0 (0-0, 2-0, 2-0) 4001 Stångebro Ishall Omgång 35 - 8 januari 2004 Luleå HF-Leksands IF 2-1 (2-1, 0-0, 0-0) 4282 COOP Arena - 8 januari 2004 Linköpings HC-Färjestads BK 5-1 (3-0, 2-1, 0-0) 4600 Stångebro Ishall - 8 januari 2004 MIF Redhawks-Södertälje SK 2-1 (0-0, 2-0, 0-1) 3583 Malmö Isstadion - 8 januari 2004 Djurgårdens IF-Västra Frölunda HC 0-2 (0-1, 0-0, 0-1) 10849 Globen - 8 januari 2004 Modo Hockey-HV 71 1-3 (1-0, 0-1, 0-2) 3947 Kempehallen - 8 januari 2004 Timrå IK-Brynäs IF 3-2 (1-0, 2-1, 0-1) 5269 Sydkraft Arena Omgång 36 - 10 januari 2004 Luleå HF-Södertälje SK 2-0 (0-0, 1-0, 1-0) 4560 COOP Arena - 10 januari 2004 Leksands IF-Färjestads BK 0-5 (0-3, 0-2, 0-0) 5810 Leksands Isstadion - 10 januari 2004 HV 71-Västra Frölunda HC 3-2 (0-1, 1-1, 2-0) 6236 Kinnarps Arena - 10 januari 2004 Modo Hockey-Linköpings HC 3-0 (1-0, 1-0, 1-0) 4154 Kempehallen - 11 januari 2004 Timrå IK-MIF Redhawks 1-0 (0-0, 1-0, 0-0) 5507 Sydkraft Arena - 11 januari 2004 Brynäs IF-Djurgårdens IF 3-4 (2-0, 0-2, 1-2) 5095 Gavlerinken Omgång 37 - 13 januari 2004 Timrå IK-Luleå HF 2-1 (0-1, 1-0, 1-0) 4698 Sydkraft Arena - 13 januari 2004 HV 71-Brynäs IF 5-1 (1-0, 2-0, 2-1) 6136 Kinnarps Arena - 13 januari 2004 Västra Frölunda HC-Modo Hockey 2-3 (0-0, 1-0, 1-2, 0-0, 0-1) 10618 Scandinavium - 13 januari 2004 MIF Redhawks-Djurgårdens IF 2-1 (0-1, 1-0, 1-0) 4196 Malmö Isstadion - 13 januari 2004 Färjestads BK-Södertälje SK 2-5 (1-0, 1-2, 0-3) 7205 Löfbergs Lila Arena - 13 januari 2004 Linköpings HC-Leksands IF 6-0 (0-0, 5-0, 1-0) 4454 Stångebro Ishall Omgång 38 - 15 januari 2004 Timrå IK-Modo Hockey 6-1 (1-0, 2-0, 3-1) 5800 Sydkraft Arena - 15 januari 2004 Luleå HF-Brynäs IF 2-3 (0-0, 0-2, 2-1) 4349 COOP Arena - 15 januari 2004 Västra Frölunda HC-HV 71 7-2 (2-0, 5-1, 0-1) 12044 Scandinavium - 15 januari 2004 MIF Redhawks-Linköpings HC 0-2 (0-0, 0-1, 0-1) 3585 Malmö Isstadion - 15 januari 2004 Djurgårdens IF-Färjestads BK 6-2 (2-1, 1-1, 3-0) 9497 Globen - 15 januari 2004 Leksands IF-Södertälje SK 1-2 (1-1, 0-0, 0-0, 0-1) 4610 Leksands Isstadion Omgång 39 - 20 januari 2004 Brynäs IF-Modo Hockey 0-2 (0-1, 0-0, 0-1) 4290 Gavlerinken - 20 januari 2004 Luleå HF-Timrå IK 4-1 (2-0, 1-0, 1-1) 4855 COOP Arena - 20 januari 2004 Linköpings HC-Västra Frölunda HC 0-2 (0-0, 0-0, 0-2) 4068 Stångebro Ishall - 20 januari 2004 HV 71-MIF Redhawks 4-1 (1-0, 2-0, 1-1) 5770 Kinnarps Arena - 20 januari 2004 Djurgårdens IF-Leksands IF 5-2 (2-0, 1-0, 2-2) 12269 Globen - 20 januari 2004 Södertälje SK-Färjestads BK 3-4 (0-0, 2-2, 1-1, 0-0, 0-1) 3916 Scaniarinken Omgång 40 - 22 januari 2004 Linköpings HC-Luleå HF 1-2 (0-0, 0-0, 1-1, 0-0, 0-1) 3793 Stångebro Ishall - 22 januari 2004 Brynäs IF-Leksands IF 5-1 (1-0, 2-1, 2-0) 5775 Gavlerinken - 22 januari 2004 Modo Hockey-Timrå IK 3-0 (1-0, 0-0, 2-0) 4594 Kempehallen - 22 januari 2004 Djurgårdens IF-HV 71 3-4 (1-0, 2-3, 0-0, 0-0, 0-1) 7585 Globen - 22 januari 2004 Södertälje SK-Västra Frölunda HC 3-1 (0-0, 2-0, 1-1) 3540 Scaniarinken - 22 januari 2004 Färjestads BK-MIF Redhawks 1-3 (1-0, 0-0, 0-3) 7268 Löfbergs Lila Arena Omgång 41 - 24 januari 2004 Leksands IF-Modo Hockey 1-2 (0-0, 0-0, 1-1, 0-0, 0-1) 4588 Leksands Isstadion - 24 januari 2004 Luleå HF-Brynäs IF 6-4 (1-2, 2-2, 3-0) 5160 COOP Arena - 24 januari 2004 MIF Redhawks-Linköpings HC 3-2 (1-2, 1-0, 0-0, 0-0, 1-0) 4503 Malmö Isstadion - 25 januari 2004 Västra Frölunda HC-Färjestads BK 7-2 (4-1, 0-1, 3-0) 12044 Scandinavium - 25 januari 2004 HV 71-Södertälje SK 2-5 (1-2, 0-2, 1-1) 6236 Kinnarps Arena - 25 januari 2004 Timrå IK-Djurgårdens IF 2-3 (0-0, 1-0, 1-2, 0-0, 0-1) 5296 Sydkraft Arena Omgång 42 - 27 januari 2004 Modo Hockey-Luleå HF 3-0 (1-0, 1-0, 1-0) 4279 Kempehallen - 27 januari 2004 Djurgårdens IF-Leksands IF 2-1 (1-1, 1-0, 0-0) 8940 Globen - 27 januari 2004 Södertälje SK-Timrå IK 3-0 (1-0, 1-0, 1-0) 4161 Scaniarinken - 27 januari 2004 Färjestads BK-HV 71 6-1 (2-0, 3-0, 1-1) 8050 Löfbergs Lila Arena - 27 januari 2004 MIF Redhawks-Västra Frölunda HC 2-3 (0-1, 2-1, 0-1) 4603 Malmö Isstadion - 27 januari 2004 Linköpings HC-Brynäs IF 7-0 (2-0, 4-0, 1-0) 4177 Stångebro Ishall Omgång 43 - 29 januari 2004 HV 71-MIF Redhawks 6-1 (4-0, 1-0, 1-1) 5706 Kinnarps Arena - 29 januari 2004 Timrå IK-Färjestads BK 4-0 (2-0, 1-0, 1-0) 4533 Sydkraft Arena - 29 januari 2004 Leksands IF-Södertälje SK 5-3 (0-0, 2-1, 3-2) 4324 Leksands Isstadion - 29 januari 2004 Luleå HF-Djurgårdens IF 1-3 (0-1, 1-1, 0-1) 5261 COOP Arena - 29 januari 2004 Brynäs IF-Modo Hockey 6-3 (2-3, 3-0, 1-0) 3905 Gavlerinken - 29 januari 2004 Västra Frölunda HC-Linköpings HC 2-1 (1-1, 0-0, 0-0, 1-0) 11711 Scandinavium Omgång 44 - 12 februari 2004 Södertälje SK-Luleå HF 5-6 (1-1, 2-3, 2-1, 0-0, 0-1) 4058 Scaniarinken - 12 februari 2004 Färjestads BK-Leksands IF 5-2 (1-2, 1-0, 3-0) 8050 Löfbergs Lila Arena - 12 februari 2004 MIF Redhawks-Timrå IK 3-2 (1-1, 0-0, 1-1, 0-0, 1-0) 3838 Malmö Isstadion - 12 februari 2004 Västra Frölunda HC-HV 71 2-6 (0-2, 0-3, 2-1) 12044 Scandinavium - 12 februari 2004 Linköpings HC-Modo Hockey 2-1 (1-0, 0-0, 0-1, 0-0, 1-0) 4002 Stångebro Ishall - 12 februari 2004 Djurgårdens IF-Brynäs IF 2-1 (1-0, 0-0, 1-1) 5895 Hovet, Johanneshov Omgång 45 - 14 februari 2004 Timrå IK-Västra Frölunda HC 2-0 (0-0, 0-0, 2-0) 5147 Sydkraft Arena - 14 februari 2004 Leksands IF-MIF Redhawks 4-1 (1-0, 1-1, 2-0) 4759 Leksands Isstadion - 14 februari 2004 Södertälje SK-Brynäs IF 4-0 (1-0, 0-0, 3-0) 6367 Scaniarinken - 14 februari 2004 Linköpings HC-HV 71 0-2 (0-0, 0-1, 0-1) 4600 Stångebro Ishall - 15 februari 2004 Luleå HF-Färjestads BK 2-1 (1-1, 0-0, 0-0, 1-0) 4772 COOP Arena - 15 februari 2004 Modo Hockey-Djurgårdens IF 5-4 (1-2, 1-1, 2-1, 1-0) 4587 Kempehallen Omgång 46 - 17 februari 2004 MIF Redhawks-Luleå HF 1-2 (0-1, 1-0, 0-0, 0-1) 4504 Malmö Isstadion - 17 februari 2004 Västra Frölunda HC-Leksands IF 3-0 (2-0, 0-0, 1-0) 12044 Scandinavium - 17 februari 2004 HV 71-Timrå IK 3-2 (0-1, 0-0, 2-1, 0-0, 1-0) 6236 Kinnarps Arena - 17 februari 2004 Djurgårdens IF-Linköpings HC 5-2 (1-1, 3-0, 1-1) 8024 Globen - 17 februari 2004 Södertälje SK-Modo Hockey 1-2 (0-1, 1-0, 0-1) 4726 Scaniarinken - 17 februari 2004 Brynäs IF-Färjestads BK 7-2 (3-1, 2-0, 2-1) 5041 Gavlerinken Omgång 47 - 19 februari 2004 Leksands IF-HV 71 5-4 (1-0, 2-3, 1-1, 0-0, 1-0) 4407 Leksands Isstadion - 19 februari 2004 Luleå HF-Västra Frölunda HC 4-0 (2-0, 0-0, 2-0) 5263 COOP Arena - 19 februari 2004 Brynäs IF-MIF Redhawks 5-7 (0-1, 4-4, 1-2) 4931 Gavlerinken - 19 februari 2004 Modo Hockey-Färjestads BK 3-4 (3-1, 0-1, 0-1, 0-1) 4637 Kempehallen - 19 februari 2004 Djurgårdens IF-Södertälje SK 4-5 (0-0, 1-3, 3-2) 8540 Globen - 19 februari 2004 Timrå IK-Linköpings HC 0-5 (0-0, 0-3, 0-2) 5198 Sydkraft Arena Omgång 48 - 21 februari 2004 Södertälje SK-MIF Redhawks 6-4 (2-0, 2-1, 2-3) 4236 Scaniarinken - 21 februari 2004 Västra Frölunda HC-Djurgårdens IF 3-1 (0-1, 2-0, 1-0) 12044 Scandinavium - 21 februari 2004 Timrå IK-Brynäs IF 1-0 (1-0, 0-0, 0-0) 5612 Sydkraft Arena - 22 februari 2004 Leksands IF-Luleå HF 5-4 (1-1, 0-1, 3-2, 0-0, 1-0) 4345 Leksands Isstadion - 22 februari 2004 Linköpings HC-Färjestads BK 3-1 (0-1, 2-0, 1-0) 4416 Stångebro Ishall - 22 februari 2004 HV 71-Modo Hockey 6-1 (2-1, 3-0, 1-0) 6236 Kinnarps Arena Omgång 49 - 24 februari 2004 HV 71-Luleå HF 3-1 (1-1, 1-0, 1-0) 6236 Kinnarps Arena - 24 februari 2004 Timrå IK-Leksands IF 2-1 (0-0, 0-1, 1-0, 1-0) 5070 Sydkraft Arena - 24 februari 2004 Linköpings HC-Södertälje SK 4-2 (0-1, 1-0, 3-1) 4417 Stångebro Ishall - 24 februari 2004 Färjestads BK-Djurgårdens IF 1-0 (0-0, 0-0, 0-0, 0-0, 1-0) 8050 Löfbergs Lila Arena - 24 februari 2004 MIF Redhawks-Modo Hockey 5-4 (1-1, 3-0, 1-3) 4851 Malmö Isstadion - 24 februari 2004 Brynäs IF-Västra Frölunda HC 4-5 (1-1, 1-3, 2-1) 5522 Gavlerinken Omgång 50 - 26 februari 2004 Luleå HF-Timrå IK 4-3 (1-2, 0-1, 3-0) 5268 COOP Arena - 26 februari 2004 Brynäs IF-HV 71 2-3 (1-0, 0-1, 1-1, 0-0, 0-1) 5143 Gavlerinken - 26 februari 2004 Modo Hockey-Västra Frölunda HC 2-6 (1-1, 0-2, 1-3) 4047 Kempehallen - 26 februari 2004 Djurgårdens IF-MIF Redhawks 2-5 (0-4, 2-1, 0-0) 5455 Hovet, Johanneshov - 26 februari 2004 Södertälje SK-Färjestads BK 0-5 (0-2, 0-1, 0-2) 3938 Scaniarinken - 26 februari 2004 Leksands IF-Linköpings HC 1-4 (0-2, 0-2, 1-0) 3416 Leksands Isstadion |